# Jacek Berensztajn
 (janvier 2008).
Jacek Berensztajn est un footballeur polonais né le 16 octobre 1973 à Piotrków Trybunalski.

## Carrière
- 1990-1994 :  GKS Bełchatów
- 1993-1994 :  KS Siarka Tarnobrzeg
- 1994-1997 :  GKS Bełchatów
- 1997-1999 :  SV Ried
- 1998-2001 :  GKS Bełchatów
- 2000-2001 :  Odra Wodzisław Śląski
- 2001-2003 :  GKS Bełchatów
- 2003-2005 :  RKS Radomsko
- 2004-2006 :  KSZO Ostrowiec Świętokrzyski
- 2006-2007 :  Zagłębie Sosnowiec

## Sélections
- 2 sélections et 0 but avec la  Pologne en 1996 et 1997.